# Górgias (general)
Górgias foi um general sírio-selêucida do século II a.C., que serviu ao rei Antíoco Epifânio (I Mac 3:38; II Mac 8:9).